# Günter Ziesler

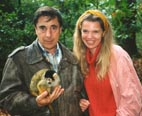
Günter Ziesler und Angelika Hofer

Günter Ziesler (* 7. September 1939 in München; † 25. November 2023 in Füssen) war ein deutscher Natur- und Tierfotograf.

## Leben und Wirken
Beeinflusst von seinem Vorbild, dem schwedischen Tierfotografen Bengt Berg, begann Ziesler im Alter von 16 Jahren im Tierpark Hellabrunn mit der Voigtländer-Kamera seines Vaters Tiere zu fotografieren. Seit Ende der 1960er-Jahre verwendet er eine Nikon-Kameraausrüstung mit einem stabilen Hochstativ. 1974 machte sich Ziesler als Tier- und Naturfotograf selbständig. Seine erste Foto-Expedition führte ihn nach Foula, einer abseits gelegenen Shetland-Insel. Nach Reisen durch Skandinavien absolvierte er von 1976 bis 1977 eine Expedition mit dem VW-Wohnmobil von Kolumbien bis nach Patagonien. 1980 begann die Zusammenarbeit mit seiner späteren Frau, der Diplom-Biologin Angelika Hofer. Nach mehreren kurzen Reisen unternahmen sie längere Expeditionen nach Afrika, Südamerika, Indien, Südostasien und Australien. 1984 wurde der erste gemeinsame Bildband Safari – die ostafrikanischen Tagebücher eines Naturfotografen veröffentlicht. In der Folgezeit erschienen mehrere weitere Bücher. Daneben finden sich Zieslers Fotos in zahlreichen Magazinen, Bildkalendern sowie in der Buchreihe Handbook of the Birds of the World. Seit einem Besuch Zieslers 1977 im Nationalpark Manú in Peru galt sein besonderes Interesse den Regenwäldern. 1998 konzipierte er zusammen mit seiner Frau die Wanderausstellung Das Abenteuer Regenwald beginnt bei uns zu Hause schon beim Frühstück. 2001 entstand in Zusammenarbeit mit dem Museum Mensch und Natur in München die Fotoausstellung Mahale – Begegnung mit Schimpansen, 2007 in Zusammenarbeit mit dem Global Nature Fund die Wanderausstellung Pantanal – ein Paradies in Gefahr.

## Schriften (Auswahl)
- 1973 Günter Ziesler, Josef Reichholf: Nachbar Tier (Neuaufl. 1997)
- 1984 Günter Ziesler, Angelika Hofer: Safari – die ostafrikanischen Tagebücher eines Naturfotografen (von diesem Werk gibt es eine englischsprachige Ausgabe (Safari - The East African Diaries of a Wildlife Photographer), bei der Nigel Sitwell mitgewirkt hat und auch eine finnische Ausgabe (Safari, erschienen bei Otava ISBN 951-1-08453-4) die auf der englischsprachigen basiert).
- 1986 Günter Ziesler, Valmik Thapar und Fateh Singh Rathore: Tiger - Portrait of a predator
- 1987 Günter Ziesler, Angelika Hofer: Ein Gänsesommer
- 1988 Günter Ziesler, Angelika Hofer: Das Löwenkinderbuch
- 1989 Günter Ziesler, Angelika Hofer: Tagebuch einer Gänsemutter (vom WDR als 14-teilige Fernsehserie verfilmt)
- 1991 Günter Ziesler, Angelika Hofer: Urwaldpfade
- 1992 Günter Ziesler, Angelika Hofer: Südamerika
- 1995 Günter Ziesler, Angelika Hofer: Gänse – ein LeseBilderBuch
- 1995 Günter Ziesler, Angelika Hofer: Pinguine – ein LeseBilderBuch
- 1998 Günter Ziesler, Angelika Hofer, Michael A. Huffmann: Mahale – Begegnung mit Schimpansen
- 1999 Günter Ziesler, Angelika Hofer: Auctoritas
- 2000 Günter Ziesler, Angelika Hofer: Amoenitas
- 2001 Günter Ziesler, Angelika Hofer: Ingenium
- 2003 Günter Ziesler, Angelika Hofer: Königswinkel – wo Träume wahr werden
- 2007 Günter Ziesler, Angelika Hofer: Pantanal – Das Herz Südamerikas